# The Girl You Lost to Cocaine
„The Girl You Lost to Cocaine” (câteodată intitulat „The Girl You Lost”) este un cântec al Siei Furler. Acesta a fost lansat pe data de 27 martie 2008 ca cel de-al doilea single al albumului Some People Have Real Problems (2008).

## Lista pieselor
- CD Single[2]

1. „The Girl You Lost to Cocaine” – 2:40
2. „Blame It On The Radio” – 2:31

- Digital Download Remixes[3]

1. „The Girl You Lost to Cocaine” (StoneBridge Edit) – 3:09
2. „The Girl You Lost to Cocaine” (Sander Van Doorn Edit) – 3:00
3. „The Girl You Lost to Cocaine” (Mark Pichiotti Edit) – 3:11
4. „The Girl You Lost to Cocaine” (StoneBridge Remix) – 7:50
5. „The Girl You Lost to Cocaine” (Sander Van Doorn Remix) – 7:09
6. „The Girl You Lost to Cocaine” (Mark Picchiotti Remix) – 6:58
7. „The Girl You Lost to Cocaine” (StoneBridge Dub) – 6:50
8. „The Girl You Lost to Cocaine” (Mark Picchiotti Drama Dub) – 7:28

- Vinyl 12"[4]
- A1 „The Girl You Lost to Cocaine” (Sander Van Doorn Remix) – 7:09
- B1 „The Girl You Lost to Cocaine” (Stonebridge Vocal Remix) – 7:50
- B2 „The Girl You Lost to Cocaine” (Stonebridge Dub) – 6:50

## Clasamente
| Clasament (2008)                       | Poziție maximă |
| -------------------------------------- | -------------- |
| Țările de Jos (Single Top 100)         | 11             |
| Spania (PROMUSICAE)                    | 12             |
| Statele Unite ale Americii (Billboard) | 8              |

## Istoricul lansărilor
| Țară            | Dată            | Format              | Casă de discuri       | Ref.   |
| --------------- | --------------- | ------------------- | --------------------- | ------ |
| Țările de Jos   | 27 martie 2008  | Descărcare digitală | Doorn Records         | [ 8 ]  |
| Regatul Unit    | 21 aprilie 2008 | CD Single           | Monkey Puzzle Records | [ 9 ]  |
| America de Nord | 6 mai 2008      | Descărcare digitală | Ultra Records         | [ 10 ] |